# No. Il caso è felicemente risolto
No. Il caso è felicemente risolto è un film del 1973 diretto da Vittorio Salerno.

## Trama
Mentre si trova a pescare di domenica sul lago di Grasciano, l'impiegato alla biglietteria della Stazione Termini, Fabio Santamaria, assiste casualmente all'omicidio di una prostituta da parte di Edoardo Ranieri, un rispettabile professore di matematica di un liceo di Roma. Ranieri si accorge di essere stato visto e i due si scambiano sguardi fino a quando Santamaria inizia a scappare.
Per paura delle possibili conseguenze, Santamaria decide di non denunciare il fatto alla Polizia e così il professore, per crearsi un alibi e per salvare la sua reputazione, denuncia di aver visto proprio Santamaria uccidere la donna. Lo stesso Santamaria passa quindi dei giorni terribili, nascosto fuori di casa come un latitante e tormentato dall'angoscia.
Alla fine Santamaria fronteggia il professore e gli urla in faccia che è intenzionato a raccontare la verità alla Polizia, ma questi riesce a convincerlo che per entrambi è meglio che le cose rimangano come sono.
Convinto da un sacerdote, Santamaria decide infine di costituirsi per dire la verità, ma non basta e al processo viene condannato a ben ventiquattro anni di carcere nonostante l'intervento del giornalista Giannoli, che aveva capito fin dall'inizio come stavano veramente le cose.

### Finale voluto dalla produzione[1][2]
La versione voluta dalla produzione ha un finale in cui, dopo il processo, si ha il suicidio del professore, che ripresosi momentaneamente dalla sua personalità disturbata lascia un messaggio nel quale confessa tutto. Questo fa sì che Fabio venga finalmente scarcerato.
La versione originale si chiude invece sul confronto tra il professore e il giornalista, e rimane volutamente aperto.

## Produzione

### Riprese
La pellicola venne girata tra l'aprile e il maggio del 1973 a Roma e in parte sul lago di Bracciano.

## Distribuzione
Il film venne iscritto al Pubblico registro cinematografico con il n. 5 557. Ottenne il visto censura n. 62 880 del 7 agosto 1973 ed ebbe la prima proiezione il 15 agosto 1973.

## Accoglienza

### Critica
Il regista ebbe modo di dichiarare: «[...] ritengo il mio No il caso è felicemente risolto più che un poliziesco-poliziottesco, un film drammatico d'impegno civile, una critica di costume, da assimilare più a Un maledetto imbroglio di Germi e a Fino all'ultimo respiro di Godard, che a La polizia ringrazia di Steno».